# Dasyuris transaurea
Dasyuris transaurea là một loài bướm đêm trong họ Geometridae.